# Oskar Linnros
Hans Oskar Linnros, även känd som Kihlen, född 15 augusti 1983 i Sundbyberg i Stockholms län, är en svensk sångare, rappare, låtskrivare, och musikproducent.

## Biografi

### Bakgrund, tidiga samarbeten
Oskar Linnros växte upp i Sundbyberg och började 1999 på Viktor Rydberg Gymnasium Odenplan där han träffade Daniel Adams-Ray. De båda startade hiphopduon Snook som  släppte två fullängdsalbum, fick en P3-guld-statyett för "Årets Låt" samt utsågs till Best Swedish Act på MTV European Music Awards.
Snook splittrades 2007. Samma år fortsatte Linnros som producent och kompositör åt bland annat Petter. Han grundade även hiphopgruppen Maskinen, som han senare lämnade på grund av tidsbrist. Linnros medverkar på gruppens två första singlar "Alla som inte dansar" och "Segertåget".
Linnros har haft ett förhållande med Veronica Maggio. De möttes under samarbetet med Petter och remixen på Snook-låten "Inga problem". Linnros komponerade och producerade Maggios andra fullängdsskiva Och vinnaren är (2008) under tiden de var tillsammans. Albumet Grammisnominerades femfaldigt och sålde i 80 000 exemplar Norden över.

### Tidig solokarriär
År 2010 slopade Oskar Linnros det tidigare aliaset Kihlen och gjorde solodebut med singlarna "Ack, Sundbyberg" och "Från och med du". Låtarna var även Linnros första insats som sångare. De två låtarna ingår i Linnros egenproducerade soloalbum, Vilja bli, som släpptes den 9 juni samma år på Universal Music. Vilja bli sålde platina, och den 1 september 2010 vann Linnros två Rockbjörnar i kategorierna Årets Svenska Låt ("Från och med du") samt "Årets Genombrott". På Grammisgalan 2011 var Linnros nominerad i sju kategorier, och tog hem grammisen för årets nykomling.
Oskar Linnros arbetade 2011 med Timbuktu och komponerade singeln "Resten av ditt liv" på albumet Sagolandet. Låten renderade Linnros femte P3-guld-nominering för "Årets Låt". Den 1 september 2011 gjorde Linnros sin sista spelning på Gröna Lund efter 18 månaders turnerande.
Den 20 februari 2013 släpptes Oskar Linnros nya singel "Hur dom än" från hans andra soloskiva, Klappar och slag (2013). Samma dag framförde han låten live på Grammisgalan 2013.
Den 29 maj 2013 släpptes hans andra soloalbum, "Klappar och slag". Albumet karakteriserades främst av låtar som gick mer i moll jämfört med dem i Vilja bli. Låtar som "Kan jag få ett vittne?" och "Det är inte synd om dig" spåddes dock direkt bli succéer motsvarande "Från och med du" och "Genom eld". I oktober 2013 släpptes en remix på låten "Från balkongen" producerad av Redline Records. Låten gästades av förutom Oskar själv, Linda Pira, Stor och Mohammed Ali. Oskar kör sista versen i låten där han rappar. Han har även sagt i intervjuer att han kan tänka sig fler samarbeten med Redline i framtiden.
På Kingsizegalan 2014 fick han pris för Årets Soul/RnB.

### Sena 2010-talet
På Way Out West 2016 överraskades publiken på Daniel Adams-Rays spelning av att Linnros dök upp som gästartist på scenen. Detta nästan tio år efter deras tid som Snook. Linnros var tillbaka vid Adams-Rays sida på konserten på Gröna Lund 22 september 2016 när de premiärspelade sin nya gemensamma låt Sitter på en dröm. Den släpptes även som singel samma kväll. 
I mars 2017 bröt Oskar Linnros tystnaden med raderna ”tänker säga allt i år” och postade en video på sin Facebook. Söndag den 9 april släpptes första låten på fyra år, "Psalm för skolgårdar". Mitt under en intervju med SVT Kulturnyheterna kom beskedet att det skett ett attentat på Drottninggatan. Oskar Linnros tvivlade om han fortfarande skulle släppa låten, men det var försent att stoppa och insåg genom kommentarer på sociala medier att vissa kunde finna tröst i musiken.
Den 12 maj 2017 släpptes första delen av Oskar Linnros kommande album. EPn "Väntar" innehöll förutom "Psalm för skolgårdar" fyra nya låtar: "Bäst", "GeGeGeGe", "Fri" och "Fri Interlude". Låten "Bäst" uppkom som en inspiration mellan ett avsnitt av den populära tv-serien Skam och en dikt av Tomas Tranströmer. Låten "Fri" var ursprungligen tänkt till Seinabo Sey och bakom texten står förutom Oskar Linnros även Seinabo Sey och Isak Alverus. Den 25 augusti 2017 byggde Oskar Linnros på våren med ytterligare tre låtar under EP-titeln Väntar på en. De nya singeln "Oavsett" samt de nya låtarna "GåApaGå" och "ÖverAllt" feat Cherrie släpptes en vecka efter en bejublad spelning på största scenen på Way Out West där Seinabo Sey gästade och framförde låten "Psalm för skolgårdar". Den 10 november samma år släpptes det kompletta albumet Väntar på en ängel, Linnros tredje soloskiva som innehåller tolv låtar. För albumet nominerades han i två kategorier i P3 Guld "Årets Artist" och "Årets Pop" samt till en Grammis i kategorin "Årets Pop".
År 2019 lanserade Linnros sin egen skivetikett "Dundra", med syfte att kunna släppa Daniela Rathanas musik, debuten blev "Efterlyst".

## Diskografi

### Soloalbum
| År   | Titel              | Listplaceringar | Information              |
| År   | Titel              | SWE             | Information              |
| ---- | ------------------ | --------------- | ------------------------ |
| 2010 | Vilja bli          | 2 (57 veckor)   | Släppt: 9 juni 2010      |
| 2013 | Klappar och slag   | 3 (56 veckor)   | Släppt: 29 maj 2013      |
| 2017 | Väntar på en ängel | 6 (32 veckor)   | Släppt: 10 november 2017 |

### Singlar
| År   | Titel Album                               | Listplaceringar | Information                                    |
| År   | Titel Album                               | SWE             | Information                                    |
| ---- | ----------------------------------------- | --------------- | ---------------------------------------------- |
| 2010 | "Från och med du" Vilja bli               | 1 (66 veckor)   | Släppt: 10 maj 2010                            |
| 2010 | "Genom eld" Vilja bli                     | 43 (11 veckor)  |                                                |
| 2010 | "Ack, Sundbyberg" Vilja bli               | 52 (2 veckor)   | Släppt: 28 januari 2010                        |
| 2011 | "25" Vilja bli                            | –               |                                                |
| 2013 | "Hur dom än" Klappar och slag             | 15 (27 veckor)  | Släppt: 20 februari 2013                       |
| 2013 | "Från balkongen" Klappar och slag         | 26 (21 veckor)  | Släppt: 29 maj 2013                            |
| 2016 | "Sitter på en dröm"                       | 25 (4 veckor)   | (med Daniel Adams-Ray)                         |
| 2017 | "Psalm för skolgårdar" Väntar på en ängel | –               | Släppt: 9 april 2017                           |
| 2017 | "Bäst" Väntar på en ängel                 | –               | Släppt: 12 maj 2017                            |
| 2017 | "Oavsett" Väntar på en ängel              | –               | Släppt: 25 augusti 2017                        |
| 2017 | "Wifi" Väntar på en ängel                 | –               | Släppt: 10 november 2017                       |
| 2018 | "Wifi Remix"                              | –               | Släppt: 5 januari 2018 (med Jireel & Ana Diaz) |

### EP
- 2017 – Väntar
- 2017 – Väntar på en

### Album med Snook
- 2004 – Vi vet inte vart vi ska men vi ska komma dit
- 2006 – Är